# Ecuavisa
Ecuavisa è un canale televisivo ecuadoriano di Grupo Alvarado Roca.